# Юдин, Пётр Борисович
Пётр Борисович Ю́дин (25 декабря 1892  [6 января 1893], Новый Маргелан, Ферганская область — 17 июля 1977, Баку) — советский актёр. Народный артист Азербайджанской ССР (1955), Заслуженный артист РСФСР (1941), лауреат Сталинской премии (1951).

## Биография
Родился 25 декабря 1892 года (6 января 1893 года) в Новый Маргелане. Сценическую деятельность начал в 1915 году в Фергане. Работал в театрах Ташкента, Ашхабада, Воронежа, Ярославля, Архангельска, Казани. В 1931—1946 годах актёр Горьковского ГДТ имени М. Горького, с 1946 года — Бакинского РДТ имени С. Вургуна. Скончался 17 июля 1977 года. Похоронен на II Аллее почётного захоронения в Баку.

## Роли в театре
- «Лес» А. Н. Островского — Геннадий Демьянович Несчастливцев
- «Маскарад» М. Ю. Лермонтова — Евгений Александрович Арбенин
- «Егор Булычов и другие» М. Горького — Егор Булычов
- «На дне» М. Горького — Сатин
- «Враги» М. Горького — Захар Бардин
- «Варвары» М. Горького — Цыганов
- «Зыковы» М. Горького— Антипа Зыков
- «Мещане» М. Горького — Тетерев
- «Зимняя сказка» Шекспира — Леонт
- «Нора» Г. Ибсена — Гельмер
- «Сонет Петрарки» Н. Ф. Погодина — Павел Михайлович
- «Хозяин» Л. С. Соболева — Линьков
- «Заря над Каспием» И. А. Касумова — Поладов
- «Фронт» А. Е. Корнейчука — Горлов
- «Порт-Артур» А. Н. Степанова и И. Ф. Попова — С. О. Макаров
- «Вагиф» С. Вургуна — Каджар

## Фильмография
- 1958 — Тени ползут — британский разведчик

## Награды и премии
- Народный артист Азербайджанской ССР (30 апреля 1955)
- Заслуженный артист РСФСР (13 марта 1941)
- Сталинская премия третьей степени (14 марта 1951) — за исполнение роли Поладова в спектакле «Заря над Каспием» И. А. Касумова на сцене АзГТРД имени С. Вургуна
- Орден Трудового Красного Знамени (9 июня 1959)